# Абдрахманово (Альметьевский район)
Абдрахма́ново (тат. Габдрахман/Ğäbderaxman) — село в Альметьевском районе Республики Татарстан. Административный центр муниципального образования «Абдрахмановское сельское поселение». Окрестности села были обитаемы в эпоху бронзового века. Было основано в 1728 году. Население в 1920 году достигало 2009 жителей, на 2017 год оно составляло 1650 человек.
В начале XX века в селе действовали две соборные мечети, два медресе и два мектеба, позже все они были закрыты. С 1994 года в селе снова действует мечеть. В окрестностях села расположены два объекта археологического наследия.

## География
Географическое положение
Находится в лесостепной зоне, в Восточном Закамье, на реке Степной Зай. Расположение относительно районного центра — города Альметьевска — 18 км к юго-востоку. Высота над уровнем моря — 113 м.
Климат
Согласно Классификации климатов Кёппена, климат села классифицируется как Dfb — влажный континентальный климат с тёплым летом. Температура здесь в среднем 4,3 °C. Среднегодовая норма осадков — 626 mm. Территория расположена в климатическом районе IB, характеризуется умеренно-континентальным климатом, с продолжительной холодной зимой и жарким коротким летом.
| Показатель              | Янв.  | Фев.  | Март | Апр. | Май  | Июнь | Июль | Авг. | Сен. | Окт. | Нояб. | Дек. | Год   |
| ----------------------- | ----- | ----- | ---- | ---- | ---- | ---- | ---- | ---- | ---- | ---- | ----- | ---- | ----- |
| Средняя температура, °C | −11,5 | −11,3 | −4,9 | 5,3  | 13,5 | 17,8 | 19,6 | 17,0 | 11,4 | 3,9  | −4,1  | −9,6 | 3,9   |
| Норма осадков, мм       | 35,8  | 26,6  | 20,8 | 25,9 | 40,2 | 68,5 | 54,8 | 52,2 | 55,6 | 49,1 | 38,6  | 37,8 | 505,9 |
| Источник:               |       |       |      |      |      |      |      |      |      |      |       |      |       |

## История
Деревня была основана, по некоторым данным, в 1728 году, упоминается в письменных источниках с 1747 года. По преданиям, основателями могли быть Абдрахман Туймухаметов из деревни Гали Султангуловской волости Бугурусланского уезда или Габдрахман Бикметев, родственник Надыра Уразметова. На карте, составленной в 1751 году капитаном Нижегородского полка Ляховым (карта Надыра Уразметова), селение обозначено как деревня Ташиева (Ташилга), что на речке Абдрахмановой. Деревня обозначена под своим названием в «Атласе Оренбургской губернии», составленном в 1755 году прапорщиком Иваном Красильниковым.
В XVIII—XIX веках жители принадлежали к сословиям тептярей, государственных крестьян, происходящих из ясачных и ямских татар, мишарей, башкир-вотчинников и башкир-припущенников. Появление башкир-припущенников в Надыровской волости связано с именем Надыра Уразметова. Так, в Абдрахманово они перешли по его допуску из деревни Аташ Бирского уезда, «в котором году не помнят».
Помимо традиционных повсеместных земледелия (сельская община владела 3678 десятинами земли в начале XX века) и скотоводства, обычными занятиями жителей также были охота, торговля, пчеловодство, отхожий, кузнечный промыслы. В начале XX века отмечалось наличие двух водяных мельниц и кузницы. Действовали хлебозапасный магазин, бакалейная лавка. По вторникам проводились базары.
О мечетях в селе упоминается в 1749 году, в конце XIX века и в начале XX века, когда здесь были две соборные мечети, два медресе (1860, 1907 гг.) и два мектеба. Одна из мечетей была перестроена вместо обветшавшей в 1869 году, вторая — в 1907 году. Мечеть первого прихода была закрыта в 1939 году.
В 1880—1895 годах Абдрахманово и соседние селения по берегам реки Зай были охвачены крестьянскими бунтами. В 1918 году был образован Абдрахмановский сельский совет. Весной 1919 года, в результате наступления белогвардейских войск, село некоторое время было под властью Колчака. Весной 1920 года, когда в регионе вспыхнуло «Вилочное восстание», жители присоединились к нему, при этом в селе был расположен штаб повстанцев. Село было занято силами РККА к 29 февраля 1920 года.
15 апреля 1930 года в ходе массовой коллективизации в селе был создан колхоз «Ирек». В 1958 году в процессе укрупнения коллективных хозяйств колхоз «Ирек» был объединён с колхозом «Ярыш» (с. Тайсуганово), став его центральной усадьбой. Колхоз села был одним из передовых хозяйств Татарстана. В 1994 году колхоз села был реорганизован в акционерное общество закрытого типа, в 1996 — в сельскохозяйственный кооператив.
Со времени основания было в Надыровской волости Уфимского (с 1744 года), Бугульминского уездов (с 1782 года) Оренбургской губернии. С 1850 года в составе Бугульминского уезда (1-й стан) Самарской) губернии. С 1867 по 1918 год село было в составе Альметевской, с 1918 года — Каратаевской волости Бугульминского уезда Самарской губернии. С 1920 года было включено в состав образованного Бугульминского кантона Татарской АССР, а с 1922 года — Карабашской волости этого кантона. После переноса в 1924 году волостного центра в село Абдрахманово, волость стала называться Абдрахмановской. В связи с упразднением кантонного деления в республике, 10 августа 1930 года вошло в состав образованного Альметьевского района.

## Население
| 1747  | 1762  | 1762  | 1782  | 1782  | 1795  | 1795  | 1816  | 1834  |
| ----- | ----- | ----- | ----- | ----- | ----- | ----- | ----- | ----- |
| 82    | ↘73   | ↘22   | ↗82   | ↗103  | ↗217  | ↘180  | ↘90   | ↗277  |
| 1856  | 1859  | 1883  | 1889  | 1897  | 1900  | 1910  | 1920  | 1926  |
| ↗569  | ↗817  | ↗931  | ↗1311 | ↗1395 | ↗1536 | ↗1851 | ↗2009 | ↘1838 |
| 1938  | 1949  | 1958  | 1970  | 1979  | 1989  | 2002  | 2010  | 2012  |
| ↘1826 | ↘1432 | ↗1656 | ↘1560 | ↘1547 | ↘1300 | ↗1504 | ↗1711 | ↗1732 |
| 2013  | 2014  | 2015  | 2016  | 2017  | 2023  |       |       |       |
| ↗1747 | ↘1722 | ↗1744 | ↘1687 | ↘1650 | ↘1558 |       |       |       |

В 1795 году при подсчёте учитывались только мужчины.
На начало 2012 года население трудоспособного возраста составляло 60,1 % от общей численности. Лица старше трудоспособного возраста — 20,2 %.
Национальный состав
В селе живут, преимущественно, татары. Так, согласно результатам переписи 2002 года, в национальной структуре населения села татары составляли 97 %.

## Экономика и инфраструктура
Экономика
С 2005 года в селе действует сельскохозяйственное предприятие — ООО «Ярыш».
Транспорт
Через село проходит федеральная трасса Р239 «Казань — Оренбург». От Казани (автовокзал «Центральный») и Оренбурга до села существует постоянное автобусное сообщение.
Образование и здравоохранение
В селе с 1914 года действует средняя школа, в 1931 году реорганизованная в семилетнюю, а в 1938 году — в среднюю, а с 1979 года — детский сад. Имеется врачебная амбулатория, помимо неё медицинское обслуживание населения осуществляет Альметьевская центральная районная больница.
Прочие объекты
Имеются спортивно-оздоровительный комплекс, детско-юношеская спортивная школа по хоккею «Батыр», Ледовый дворец «Батыр», почтовое отделение , отделение Сбербанка России, магазины общей торговой площадью 209,1 м², кладбище площадью 0,56 га.
Общая площадь села — 289,68 га. В селе 19 улиц. Общая протяжённость улично-дорожной сети — 15,2 км. Жилищный фонд составляет 34,05 тыс. м² обеспеченностью 22,1 м² на человека. Село газифицировано и электрифицировано. Водоснабжение осуществляется из подземных источников при помощи артезианских скважин и водонапорных башен. Протяжённость сетей водопровода составляет 15,0 км. Централизованная канализация отсутствует. Население пользуется септиками или выгребными ямами. Отопление индивидуальной и общественной застройки осуществляется от локальных источников теплоснабжения, работающих на газе.

## Культура
В окрестностях села имеются объект археологического наследия регионального значения — Абдрахмановская стоянка I срубной культуры и выявленный объект археологического наследия — Абдрахмановское местонахождение.
В селе действуют три творческих коллектива: танцевальный, вокальный ансамбли и ансамбль баянистов. Имеются сельский дом культуры, сельская библиотека, краеведческий музей.

## Религия
В селе находится местная мусульманская религиозная организация — сельский приход Духовного управления мусульман Республики Татарстан. С 1994 года действует мечеть.

## Известные уроженцы
В селе родились:
- Габдесаллям Габдрахимов (1765—1840) — исламский религиозный деятель, второй муфтий ОМДС
- Афзал Тагиров (1890—1938) — татарский и башкирский советский писатель, председатель ЦИК БАССР
- Шафагат Тахаутдинов (р. 1946) — генеральный директор (1999—2013) ОАО «Татнефть»